# Марко Тодоровић (кнез)
Марко Тодоровић или Абдула Марко (1780, Матејевац — 1823, Пожаревац) је био први кнез пожаревачке нахије из доба кнеза Милоша Обреновића. Подигао је буну против Милоша, а после пропасти побуне није погубљен већ га је кнез Милош помиловао. Марко се тада повукао у Пожаревац где је живео до трагичне погибије.

## Биографија
Марко је рођен 1780. године у Горњем Матејевцу близу Ниша. Ишао је у школу у Нишу, али кад је каменом убио турског младића и у страху од казне бежи. Прво бежи у село Шиљеговац, под планином Јастребац, потом одлази у Параћин, међутим ту га Турци спазе и он из страха одатле побегне у Пожаревац.
У Пожаревцу се Марко бавио трговином, уортачивши се са потурченим Србином из Дубравице Абдулом. Марко се укључио у Први српски устанак где се истакао у биткама, па је убрзо постављен за барјактара. У једној борби код Параћина рањен је у руку и од тада више не учествује у борбама. Док се лечио у Раму, био је царинар, а када је 1813. године устанак пропао он бежи преко Дунава.
Већ 1815. године, чим је чуо за Таковски устанак, Марко се враћа у Србију. Учествује у борбама око пожаревачког утврђења. У бици је поново рањен и ту га је приметио кнез Милош. По завршетку борби кнез Милош га је поставио за првог кнеза Пожаревачке нахије, а према некадашњем ортаку назвао га је Марко Абдула. Тако је име Абдула остало Марку до смрти. 
Марко је једно време био кнез читаве пожаревачке нахије, али након што је кнез Милош направио реорганизацију кнежевине, поставио је Јоксу Милосављевића за Великог Сердара Подунавског, тако да му је Марко био подређен. Марко под наговором разних незадовољника реши да се побуни против Милоша. Чак је и Марашли али-паша подгревао такво незадовољство а придружио му се и Стеван Добрњац, брат Петра Добрњца.
Марко Абдула и Стеван Добрњац су 25. марта 1821. године подигли буну, касније запамћену као Абдулина буна, која је потрајала свега до 9. априла и једва да је оставила некаквог трага. Кнез Милош је брзо реаговао и угушио буну пре него што се и развила. Марко и Стеван су се разбежали, Марко у шуме а Стеван код Турака у Лесковац. Није прошло дуго а Марко се вратио из шуме гладан и пропао, предавши се кнезу Милошу. Милош му је опростио, помиловао га за побуну али га није вратио на кнеза пожаревачког.
Марко се вратио мирном животу у Пожаревцу, све до ноћи пред светог Саву 1823. године када га је испред куће из потаје погодило пушчано зрно.
Његови потомци се и дан данас презивају Абдулићи.